# Ratasa
Ratasa is een geslacht van vlinders van de familie snuitmotten (Pyralidae), uit de onderfamilie Phycitinae.

## Soorten
- R. alienalis (Eversmann, 1844)
- R. noctualis Eversmann, 1842
- R. tancrei Sauber, 1899